# Веснянский сельсовет
Веснянский сельсовет — сельское поселение в Куйбышевском районе Новосибирской области Российской Федерации.
Административный центр — посёлок Веснянка.

## История
Статус и границы сельского поселения установлены Законом Новосибирской области от 2 июня 2004 года № 200-ОЗ «О статусе и границах муниципальных образований Новосибирской области»

## Население
| 2002 | 2010 | 2012 | 2013 | 2014 | 2015 | 2016 |
| ---- | ---- | ---- | ---- | ---- | ---- | ---- |
| 570  | ↘372 | ↘354 | ↘345 | ↘326 | ↗330 | ↘304 |
| 2017 | 2018 | 2019 | 2020 | 2021 |      |      |
| →304 | ↘284 | ↘275 | ↘254 | ↘238 |      |      |

## Состав сельского поселения
| № | Населённый пункт | Тип населённого пункта          | Население |
| - | ---------------- | ------------------------------- | --------- |
| 1 | Веснянка         | посёлок, административный центр | ↘188      |
| 2 | Журавлёвка       | посёлок                         | ↘34       |
| 3 | Мирный           | посёлок                         | ↘85       |
| 4 | Озёрный          | посёлок                         | ↘65       |